# Erlöserkirche (Marl)

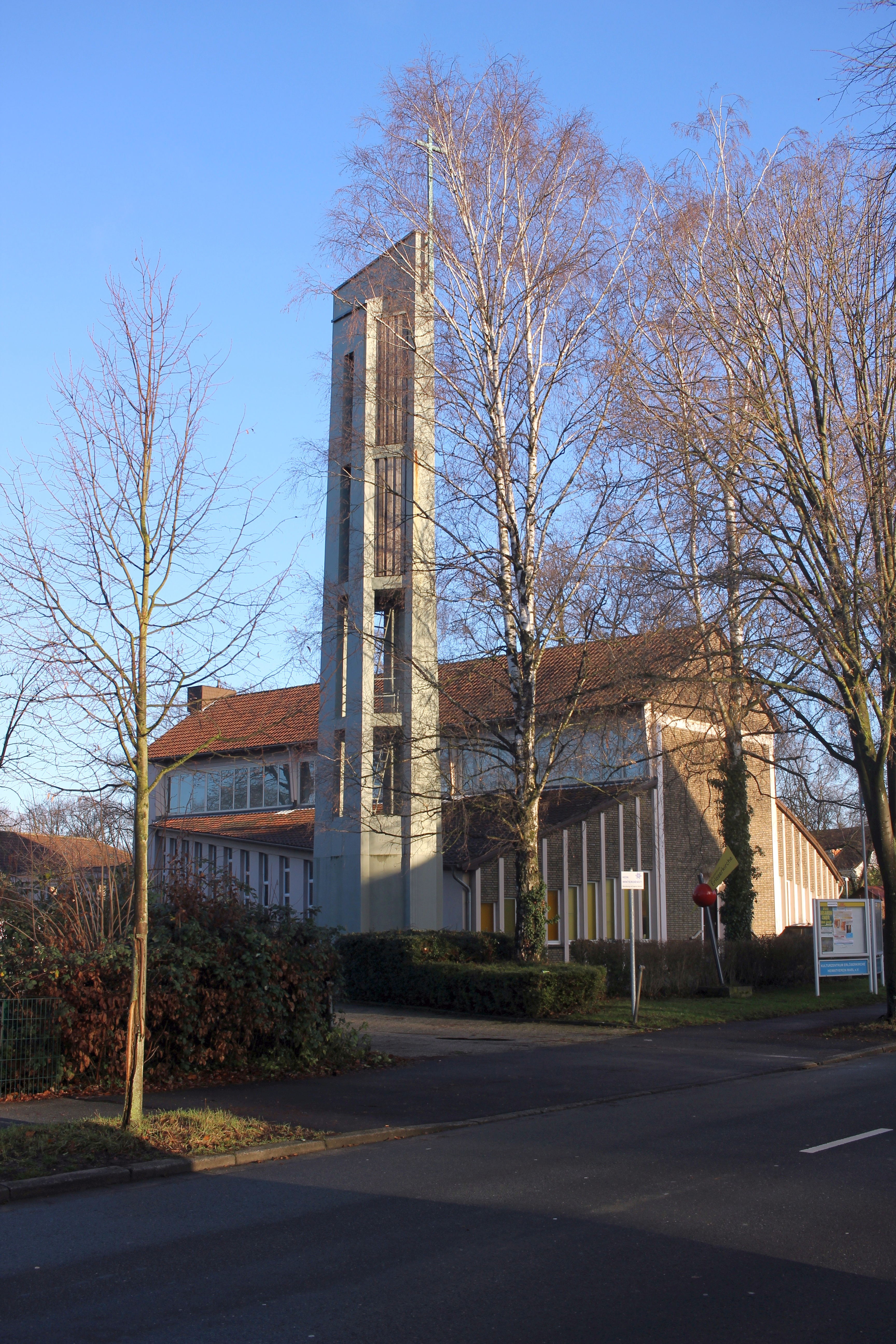
Erlöserkirche Marl

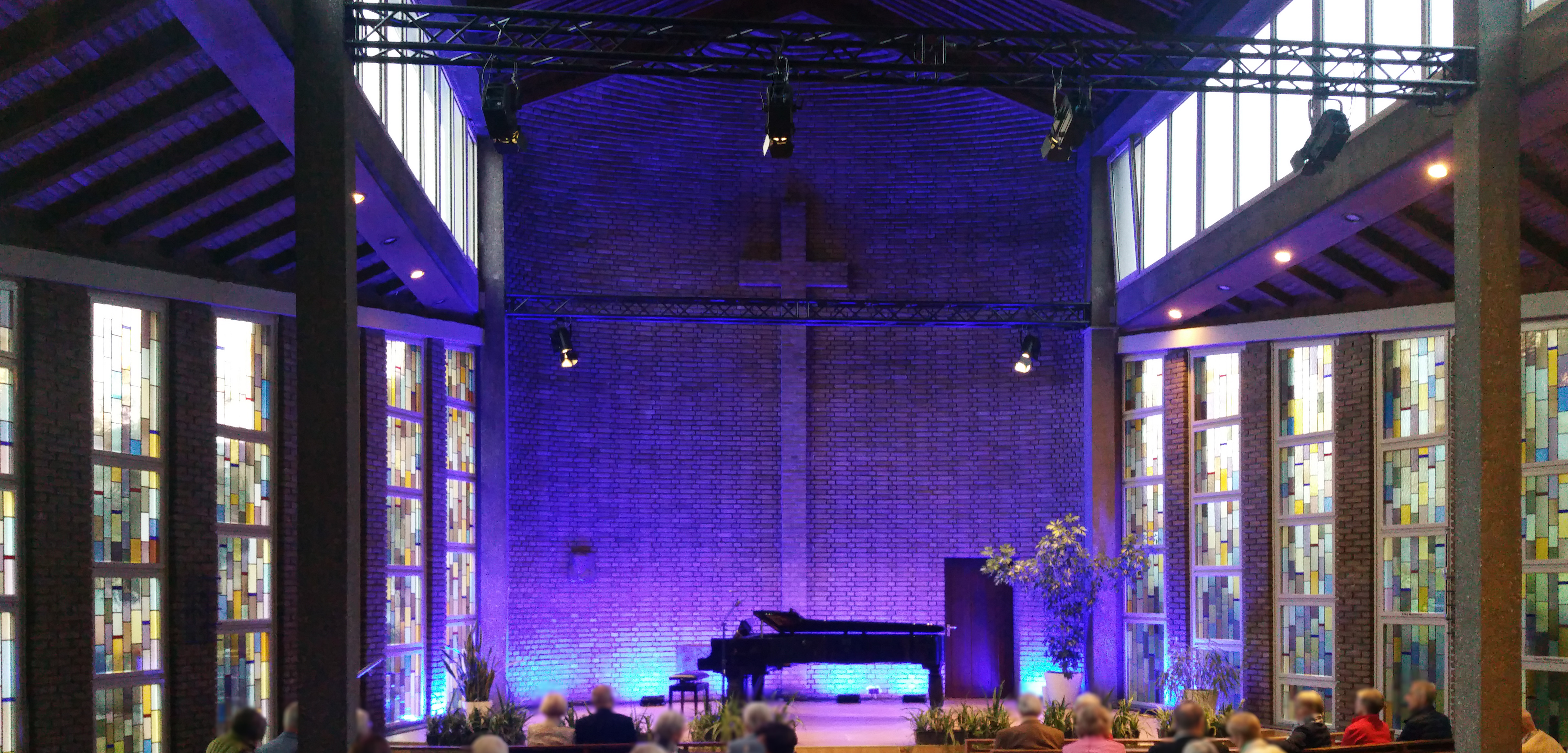
Innenraum

Die Erlöserkirche ist ein 1956–1957 von Otto Bartning errichtetes ehemaliges evangelisches Kirchengebäude in Brassert, einem Stadtteil von Marl im Kreis Recklinghausen, Nordrhein-Westfalen.

## Geschichte
Die Marler Erlöserkirche entstand im Rahmen eines zur Behebung der Wohnungsnot nach den Zerstörungen des Zweiten Weltkriegs und dem Zustrom von Vertriebenen aus den deutschen Ostgebieten angelegten ECA-Siedlung. Sie wurde von Otto Bartning in Zusammenarbeit mit Otto Dörzbach erbaut, von dem auch der Entwurf des erst 1960 fertiggestellten Kirchturms stammt. Das Kirchengebäude wurde 2014 entwidmet, seit 2018 dient es als dem Heimatverein Marl als Kulturzentrum.

## Architektur
Die als letztes Kirchengebäude von Bartning erbaute Erlöserkirche von Marl stellt entwicklungsgeschichtlich einen Endpunkt in seinem kirchenbaulichen Schaffen dar, indem hier seine Bemühungen um die ideale Form des Kirchenraumes zu einer Synthese von Longitudinal- und Zentralbau zusammenfließen. Der Grundriss der Kirche ist fächerförmig mit einem Focus auf den Altarbereich angelegt, innerhalb des Grundrisses ist über vier Stützen ein basilikal überhöhter längsrechteckiger Raum ausgegrenzt. Das Bauwerk wurde als Stahlskelettbau mit Ausfachungen aus Ziegelstein erstellt, wobei das Trägergerüst sichtbar belassen ist. Als Deckenkonstruktion verwendete Bartning wie bei seinen Notkirchen ein System aus flachgeneigten und paarweise verbundenen Leimbindern, die sich gegenseitig in der Raummitte stützen und die sichtbare Lattung des Dachs tragen. Die von einem fugenlos gemauerten Backsteinkreuz beherrschte Altarwand ist in sich apsisartig leicht gebogen.
Die Kirche besitzt auf ihrer Empore eine 1967 von Kemper Orgelbau geschaffene zweimanualige Schleifladenorgel mit 24 Registern.